# Gesta (papallona)
Gesta és un gènere de lepidòpters ditrisis de la família dels hespèrids (Hesperiidae), subfamília Pyrginae. És un gènere neotropical. Una sola espècie arriba fins al sud-oest dels Estats Units.

## Espècies
Les espècies reconegudes del gènere Gesta inclouen:
- Gesta austerus (Schaus, 1902) - Perú.
- Gesta gesta (Herrich-Schäffer, 1863) - Sud-amèrica i Cuba.
- Gesta heteropterus (Plötz, 1884) - Brasil i Veneçuela.
- Gesta inga Evans, 1953 - Bahia au el Brasil.
- Gesta invisus (Butler & Druce, 1872) - Arizona, Texas, Mèxic, Costa Rica, Guatemala.